# Wijmerts
De Wijmerts (Fries en officieel: De Wimerts) of Bolswarderzeilvaart (Fries: Boalserter Sylfeart) is een kanaal in de gemeente Súdwest-Fryslân in de provincie Friesland (Nederland).

## Beschrijving
De Wijmerts is 8,8 kilometer lang en begint bij Nijezijl in het Wijddraai als voortzetting van de Wijde Wijmerts (Heeg - Nijezijl). Vervolgens loopt de Wijmerts naar het noorden die uiteindelijk bij de monding van Het Kruiswater bij Bolsward overgaat in de Workumertrekvaart naar Workum.
Plaatsen aan het kanaal zijn Nijezijl, Oosthem, Abbegaasterketting bij Abbega en Wolsumerketting bij Wolsum. Bij Oosthem loopt het door het Oosthemmermeer (Easthimmer Mar).

## Naam
De Wijmerts wordt ook wel Bolswardervaart genoemd en het gedeelte bij Bolsward ook wel Snekervaart. De Wijmerts wordt wel aangevoerd als een mogelijke naamgever van de voormalige gemeente Wymbritseradeel. De Topografische Dienst van Kadaster Geo-Informatie vermeldt het kanaal als Wijmerts of Bolswarderzeilvaart. De Friese naam De Wimerts geldt sinds 15 maart 2007 als de officiële naam.

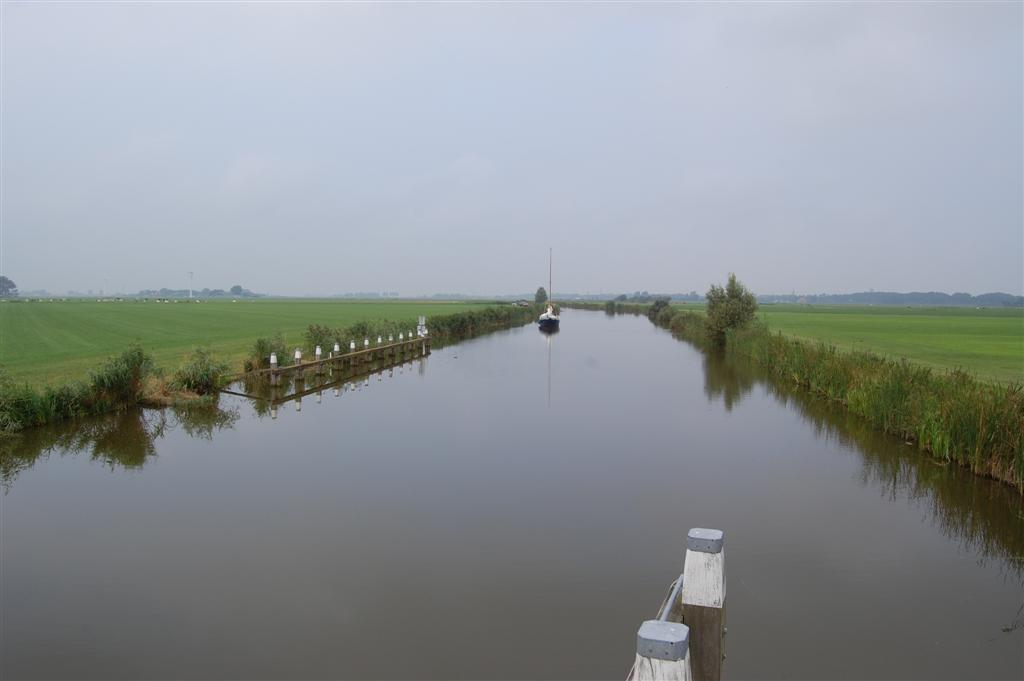
De Wijmerts ter hoogte van Wolsummerketting in noordelijke richting